# كيفن وو
كيفن وو (بالإنجليزية: Kevin Woo)‏ هو يوتيوبي ومغني أمريكي، ولد في 25 نوفمبر 1991 في دانفيل في الولايات المتحدة.

## وصلات خارجية
- كيفن وو على موقع ميوزك برينز (الإنجليزية)